# تشارلز إف. دوغرتي
تشارلز إف. دوغرتي هو سياسي أمريكي، ولد في 26 يونيو 1937 في فيلادلفيا في الولايات المتحدة. نشط حزبياً في الحزب الجمهوري.

## مناصب
- انتخب عضو مجلس النواب الأمريكي عن دائرة Pennsylvania's 4th congressional district [الإنجليزية]‏ وقد انضم خلال فترته النيابية (3 يناير 1981 – 3 يناير 1983) للكتلة البرلمانية الحزب الجمهوري.
- انتخب عضو مجلس النواب الأمريكي عن دائرة Pennsylvania's 4th congressional district [الإنجليزية]‏ وقد انضم خلال فترته النيابية [الإنجليزية]‏ (3 يناير 1979 – 3 يناير 1981) للكتلة البرلمانية الحزب الجمهوري.
- انتخب عضو مجلس ولاية بنسيلفانيا  [لغات أخرى]‏.
- انتخب عضو مجلس النواب الأمريكي.